# لیک لیندزی (فلوریدا)
لیک لیندزی (به انگلیسی: Lake Lindsey) یک منطقهٔ مسکونی در ایالات متحده آمریکا است که در شهرستان هرناندو، فلوریدا واقع شده‌است. لیک لیندزی ۰٫۲۳ کیلومتر مربع مساحت و ۷۱ نفر جمعیت دارد و ۳۰ متر بالاتر از سطح دریا واقع شده‌است.